# Escut de Fontanals de Cerdanya
L'escut oficial de Fontanals de Cerdanya té el següent blasonament:
Escut caironat partit: 1r. de gules, una creu plena d'argent; 2n. de sinople, 2 espigues de blat d'or passades en sautor. Per timbre una corona mural de poble.

## Història
Va ser aprovat el 30 d'agost del 2000 i publicat al DOGC el 19 de setembre del mateix any amb el número 3228.
Fontanals de Cerdanya és un municipi format el 1969 amb la unió d'Urtx i de Queixans. L'escut, doncs, també és compost: a la primera partició hi figuren les armes dels vescomtes d'Urtx, i les espigues de blat representen Queixans, poble tradicionalment dedicat a l'agricultura que ara tendeix més cap al turisme, igual com ho fa el municipi sencer.